# Cathédrale Saint-Georges de Beyrouth
Pour les articles homonymes, voir Cathédrale Saint-Georges.
La cathédrale grecque-orthodoxe Saint-Georges (en arabe : كاتدرائية القديس جاورجيوس للروم الأرثوذكس) est une cathédrale de Beyrouth, au Liban. Située dans le centre-ville de Beyrouth, elle donne place de l'Étoile.
Elle est dédiée à saint Georges. Il s'agit de l'église la plus ancienne de la capitale libanaise.
Les fouilles archéologiques qui y ont été menées dans les années 1990 sous la direction de Leila Badre ont permis de mettre au jour des vestiges de plusieurs églises successives sur le même site. Un musée archéologique où sont exposés les objets découverts lors de ces fouilles a été créé dans la crypte. La cathédrale a également fait l'objet de travaux de restauration dans ces mêmes années. 

## Contexte historique

### Fondation d'un archidiocèse à Beyrouth auVesiècle
La fondation de l'archidiocèse grec-orthodoxe de Beyrouth est attribuée selon la tradition orthodoxe à saint Quartus de Berytus, l'un des soixante-dix disciples, qui servit comme premier évêque de Berytus (Beyrouth). L'empereur Théodose II fait publier un décret vers 449-450, élevant l'évêque de Beyrouth Efstathius au rang d'évêque métropolitain. La ville était auparavant un siège suffragant de l'archidiocèse de Tyr,.

### Fouilles entreprises
Les fouilles archéologiques entreprises par une équipe de l'American University of Beirut sous la direction de Leila Badre avaient pour objectif de retrouver l'église byzantine Anastasis (de la Résurrection), qui date du Ve siècle de notre ère, et dont on sait qu'elle se trouvait dans le secteur de la cathédrale Saint-Georges, à proximité de la célèbre Ecole de droit qui a fait la réputation de Beyrouth aux Ve et VIe siècles,. L'église Anastasis est construite par Efstathius et flanquée des auditoria de l'école de droit, qui avait pour vocation de conformer les textes de loi romains à l'enseignement de l'Église, comme l'enseignait par exemple  Sévère d'Antioche, qui visita la ville au Ve siècle,. Cependant, si les fouilles ont permis de découvrir dans la cathédrale une mosaïque du Ve siècle, aucun élément ne permet d'établir avec certitude que la cathédrale Saint-Georges se trouve sur le site de l'église Anastasis,,.

### Tremblement de terre de l'année 551
En 551, un tremblement de terre détruit toute la ville, y compris la cathédrale.

## Historique de la cathédrale

### Construction auXIIesiècle
Au XIIe siècle, une nouvelle cathédrale est construite au même emplacement que la cathédrale du Ve siècle détruite par un tremblement de terre.

### Tremblement de terre de 1759
La cathédrale est sévèrement endommagée par le tremblement de terre de 1759, puis démolie et reconstruite.
Les travaux commencent en 1764 et le nouvel édifice à nef unique voûtée est terminé en 1767. Cependant, la voûte s'effondre à cause de piliers trop fragiles, provoquant la mort de 90 personnes,,. En 1772, la nouvelle cathédrale est bâtie selon un plan cruciforme à trois nefs avec un portique sur la façade Nord, tandis que le portail occidental agrandi est surplombé d'un haut clocher à l'angle Nord-Ouest,. En 1783, l'édifice est modifié avec l'adjonction d'un narthex côté occidental, et l'allongement de l'abside. Cette même année, Younès el-Jbeily fait don de la grande iconostase de bois doré sculpté,.
Les dernières modifications sont effectuées en 1910, avec un nouveau portique voûté du côté Sud. La cathédrale est agrandie à l'Est et le clocher est installé à l'angle Sud-Est. L'intérieur est décoré de fresques offertes par Ibrahim Youssef Saad.

### Guerre civile de 1975-1990
Pendant la guerre de 1975-1990, la cathédrale est gravement endommagée,. Elle fait l'objet d'une restauration dans le cadre de la reconstruction du centre-ville de Beyrouth. Le 10 octobre 1995, le métropolite Élie Aoudé annonce une campagne de restauration de la cathédrale. La première phase de restauration commence en 1998, sous la supervision d'un comité dirigé par Ghassan Tueni. La cathédrale rouvre ses portes le 15 décembre 2003,,,.

## Le musée archéologique
La crypte de la cathédrale abrite un musée conçu par l'archéologue Leila Badre où sont exposés les résultats des fouilles menées pendant dix-sept mois en 1994-1995 sur 316 m2, mettant au jour des fondations qui permettent de mieux dater l'histoire de l'édifice. Parmi les objets exposés se trouvent, datant de l'époque  hellénistique, une tête en terracotta, une manche de brasero représentant la tête de Silenus, dieu du vin, et des lampes à huile ; de la période romaine, une base de colonne du Cardo (voie d'axe nord-sud la plus importante d'une ville romaine) qui bordait la rue, un égout, et un sarcophage ; de la période de domination byzantine, un sol en mosaïque, etc.

### Note
1. ↑  « Endommagée de nouveau avec la guerre civile du Liban (1975–1990), elle est complètement reconstruite et inaugurée en 2010. »